# سلستان اولیور
سلستان اولیور (فرانسوی: Célestin Oliver‎; ۱۲ ژوئیهٔ ۱۹۳۰ – ۵ ژوئن ۲۰۱۱) بازیکن فوتبال اهل فرانسه بود.
از باشگاه‌هایی که در آن بازی کرده‌است می‌توان به باشگاه فوتبال آنژه، باشگاه فوتبال المپیک مارسی، باشگاه فوتبال سدان، و باشگاه فوتبال کان اشاره کرد.
وی همچنین در تیم ملی فوتبال فرانسه بازی کرده‌است.